# El Paraíso (Copán)
El Paraíso (uit het Spaans: "Het paradijs") is een gemeente (gemeentecode 0409) in het departement Copán in Honduras. De gemeente grenst aan Guatemala.
Het dorp is gesticht in 1880 met de naam Ocote. Toen de gemeente in 1891 zelfstandig werd, veranderde de naam in El Paraíso. De hoofdplaats ligt in het Dal van El Paraíso aan de rivier Rosario.

## Mayaruïnes
Hoewel veel minder bekend dan die van Copán, zijn er ook in El Paraíso Mayaruïnes. Vanaf 2003 vinden er opgravingen plaats. Dit wordt deels bemoeilijkt omdat de site zich in bebouwd gebied bevindt. Er zijn maalstenen, delen van beelden, schelpen en vuurstenen gevonden. Ook is er keramiek en obsidiaan aangetroffen. Verder is er een kunstmatige heuvel van 12 meter hoog. De stenen en het keramiek komen sterk overeen met die van Copán. Aan de hand van de gevonden voorwerpen is de gangbare hypothese dat dit een woonplaats was van de elite van Copán.

## Bevolking
De bevolking is als volgt verdeeld:
| Vrouwen | 10.045 | 50% |
| Mannen  | 10.008 | 50% |

## Dorpen
De gemeente bestaat uit 27 dorpen (aldea), waarvan de grootste qua inwoneraantal: El Paraíso (code 040901), El Manacal (040907), La Laguna (040911), La Playona (040914) en Río Lindo (040922).